# 中山大学管理学院
中山大学管理学院（School of Business, Sun Yat-sen University），成立於1985年，是中山大学的四个经管类学院之一（另三个为中山大学岭南学院、中山大学国际金融学院和中山大学商学院）。
该院是中国大陆通过AACSB、EQUIS、AMBA三大认证的商学院之一。

## 外部連結
- 中山大学管理学院 （页面存档备份，存于）